# Химченко Микола Прохорович
Мико́ла Про́хорович Хи́мченко (1899, село Коровинці Роменського повіту Полтавської губернії, тепер Недригайлівського району Сумської області — 1968, Сумська область) — український радянський партійний діяч, 2-й секретар Чернігівського обласного комітету КП(б)У.

## Біографія
Народився в родині селянина-бідняка. У травні 1912 — листопаді 1915 р. — чорнороб в економії поміщика Харитоненка на хуторі Ворохи Сумського повіту Харківської губернії. У листопаді 1915 — березні 1916 р. — селянин в господарстві батьків у селі Коровинці. У березні 1916 — листопаді 1918 р. — конюх в економії поміщика Петренкова в селі Хоружівка Роменського повіту Полтавської губернії.
У листопаді 1918 — грудні 1920 р. — червоноармієць Роменського повстанського загону, 33-го комуністичного полку РСЧА на Південному фронті. У грудні 1920 — жовтні 1924 р. — політичний керівник ескадрону 7-го Заамурського кавалерійського полку РСЧА на Північно-Кавказькому фронті та в Північно-Кавказькому військовому окрузі.
Член РКП(б) з травня 1923 року.
У жовтні 1924 — вересні 1926 р. — агітпропагандист Недригайлівського районного комітету КП(б)У Роменського округу. У вересні 1926 — липні 1928 р. — курсант Полтавської радянської партійної школи 2-го ступеня.
У липні 1928 — січні 1929 р. — завідувач агітаційно-пропагандистського відділу Лохвицького районного комітету КП(б)У Роменського округу.
У січні — грудні 1929 р. — голова виконавчого комітету Глинської районної ради депутатів трудящих Роменського округу. У грудні 1929 — жовтні 1930 р. — завідувач агітаційно-масового відділу Перекопівського районного комітету КП(б)У Роменського округу. У жовтні 1930 — жовтні 1932 р. — завідувач відділу культурно-просвітницької роботи Велико-Бубнівського районного комітету КП(б)У на Харківщині.
У жовтні 1932 — лютому 1934 р. — студент Вищої комуністичної сільськогосподарської школи імені Артема у Харкові, закінчив два курси.
У лютому 1934 — січні 1936 р. — заступник начальника політичного відділу, а у січні 1936 — грудні 1937 р. — начальник політичного відділу Бахмацького бурякорадгоспу Чернігівської області.
У грудні 1937 — квітні 1938 р. — 1-й секретар Остерського районного комітету КП(б)У Чернігівської області.
23 квітня — червень 1938 року — в.о. 2-го секретаря Чернігівського обласного комітету КП(б)У.
У червні 1938 — січні 1940 р. — голова виконавчого комітету Буринської районної ради депутатів трудящих Чернігівської (з 1939 р. — Сумської) області.
У січні 1940 — жовтні 1941 р. — заступник голови виконавчого комітету Сумської обласної ради депутатів трудящих.
У жовтні 1941 — грудні 1943 р. — начальник політичного відділу радгоспу «Красный свиновод» в селі Апраксіно Мордовської АРСР.
У грудні 1943 — грудні 1945 р. — заступник голови виконавчого комітету Сумської обласної ради депутатів трудящих.
У грудні 1945 — грудні 1949 р. — голова виконавчого комітету Охтирської районної ради депутатів трудящих Сумської області.
З грудня 1949 р. — директор Іволжанського спиртового заводу Хотенського району Сумської області. Потім — на пенсії.